# Condado de Asti (Alta Edad Media)
El Condado de Asti fue fundado por Carlomagno en el siglo VIII, tras la caída de la Reino Lombardo.  Gobernada primero por el conde Erico de Friul y más tarde por la dinastía Supónida, después de algunos cambios de dinastía (Ascarída y Arduinica), pasó directamente bajo la mando de los obispos de Asti.
El ascenso del poder episcopal sucedió en 1091 cuando, tras la muerte de la condesa Adelaida de Susa, el emperador Enrique VI designó al obispo Oddone como conde de la ciudad.

## Nacimiento y extensión del condado
Es probable que el Asti, dada su posición geográfica, estuviera entre las primeras conquistas de Carlomagno en Italia. El primer testimonio seguro de la presencia del condado está en un documento del año 839, pero ya a finales del siglo VIII Asti estaba gobernada por un conde alaman llamado Erico.
De los pocos documentos recibidos de la época, se puede suponer que Asti se extendía por:
- al oeste a unos 20 kilómetros de la ciudad, hasta San Paolo Solbrito[n. 1]
- al norte alcanzaba Montiglio y Alfiano Natta, limitando con el distrito administrativo al sur del Po
- al este limita con la diócesis de Acqui
- al sur limita con los territorios de la diócesis de Alba, siguiendo el curso del río Tanaro, hasta Pollenzo y Castagnole delle Lanze, hasta Santo Stefano, donde el Belbo desemboca en el Tanaro.

## SigloIX
Tras la noticia de Enrico, las fuentes no hablan de Asti hasta 880 donde aparece el conde Supone. Éste, leal a Carlos III el Gordo y probablemente hijo de Adalgiso I de Spoleto, conde de Parma, Cremona, Brescia y Duque de Spoleto de la familia de los  Supónidas es también en el mismo período titular del Condado de Turín. Un vizconde, llamado Baterico, fue nombrado en Asti.

## SigloX

### La dominación ascarídas
Después de la regencia del conde Oldorico a finales del siglo IX, no se supo nada por casi medio siglo. Mientras tanto, con el ascenso de los Ascarída, casi todo el Piamonte fue incorporado a la Marca de Ivrea. La única información relativa a la gestión del condado de Asti se refiere al vizconde Rotberto en 902 y de un Autberto, activo en el segunda mitad del siglo X, de probable ascendencia Anscari, reforzando la hipótesis de la dependencia del Condado de Asti hacua la Marca de Ivrea. En 924, de hecho, el "fideli" Otbert, a quien Eduard Hlawitschka, identificó como el vizconde Autberto, recibió un regalo del rey Rodolfo de Borgoña , la residencia de "castrum vetus", a petición de Ermengarda, esposa de Adalberto I y madre de Anscario y Berengario.  Esta petición insólita sólo puede apoyar la tesis del vínculo entre los condes de Asti y los Anscarici en ese período.
Autberto se convirtió más tarde en conde de Asti, pero con la coronación de Hugo de Provenza, hostil a los Anscarici, se retiró a la vida monástica en la abadía de Novalesa.  A su muerte, dejó el Castelvecchio y las "pertenencias" a su hijo Autberto de Agliano quien, en 936, los cedió a Anscario II.
El último conde que aparece en el siglo X, corresponde al conde Uberto de Orsengo (940), en ese período, el poder del conde se debilitaba proporcionalmente al aumento del poder episcopal.

### El ascenso del poder episcopal
A finales del siglo X, el debilitamiento del poder del conde permitió el surgimiento de una clase dirigente urbana, y las grandes familias terratenientes del campo comenzaron a concentrarse hacia la ciudad.  Esta nueva clase gobernante estaba compuesta étnicamente principalmente por "cives", principalmente francos, aunque lombardos y romanos también estaban presentes.  El obispo también aumentó su poder.
En 876, Ilduino, apareció en la elección de Carlos el Calvo y en el Concilio de 877 en Pavia.  En 938, el castrum vetus, que había sido adquirido dos años antes por Anscario, pasó a Bruningo, donado por los reyes Hugo y Lotario. El aumento del poder episcopal fue favorecido por el emperador que veía al obispo como un baluarte contra los intereses expansionistas de los marqueses Anscarici. Hugo, que consideraba a Anscario un rival peligroso, finalmente lo deportó a Spoleto donde encontró su fin.
En 946 Bruningo fue nombrado Canciller por Hugo de Provenza y concedió el control militar de la ciudad.  Es precisamente en este período que las principales familias de Asti comenzaron a desempeñar el papel de obispos vasallos y a colaborar con el obispo en los asuntos militares y civiles de la ciudad.  Bruningo no se ocupó sólo de cuestiones administrativas: hay que reconocerle el mérito de haber intervenido también en la reorganización de la cripta del santo patrón San Secondo, sabiendo que resultaría ser un verdadero centro de atracción sociocultural en los siglos venideros, hecho que se notó durante la Repubblica de Asti.

### Nacimiento del"distrito"episcopal
A partir de mediados del siglo X, parece que la figura del conde perdió fuerza hasta desaparecer. Es probable que el Conde Uberto y su esposa Berta no dejaron descendencia. Otón I, involucrado en las luchas contra Berengario y su hijo Adalberto II, no lo reemplazó con otro funcionario.  El Cibraio formuló la teoría de que para reducir la autoridad condal, los últimos reyes carolingios extendieron la inmunidad eclesiástica a algunas ciudades obispales, incluyendo también una parte del territorio vecino, otorgando la autoridad condal sobre aquellas, una perspectiva aunque ahora historiográficamente obsoleta.
Con el edicto de 962, de Otón I, sancionó que la ciudad sería administrada directamente por el obispo, incluyendo un perímetro extramuros de 2 millas.  En 969, siguió un Edicto que llevó el distrito del obispo Rozone a 4 millas.  En el edicto de Otón se otorgó:

Castella, turres, merulos, monetiones, valla, fossas et ditch cum proppugnaculis struere et edificare

Bajo el episcopado de Petro en 1041, el territorio bajo la égida episcopal alcanzó las 7 millas.
La unificación del condado de Asti con la nueva Marca de Turín y la investidura imperial de la ciudad al obispo crearon una desconexión en el poder marqués ejercido por Olderico Manfredi sobre el condado.  Esto favoreció el nacimiento de señoríos locales en el campo.  Pero los pro-imperial Arduinici, en abierta oposición a los Anscarici, intentaron con el apoyo del emperador recuperar la ciudad en 1008. Olderico intentó fortalecer el control sobre la ciudad colocándola en la sede episcopal de la diócesis. de Asti, su hermano Alrico, con la aprobación de Enrique II.  En este período, el desarrollo del poder temporal de la Iglesia sufrió un revés, pero esto permitió a Alrico, aprovechando el completo apoyo imperial y marqués, reorganizar y fortalecer el aparato eclesiástico, con el nacimiento de nuevas instituciones monásticas y laicas en más feudos en el campo de obispos vasallos.

## SigloXI
Con la muerte de Olderico en 1034 y de Alrico en 1036, la influencia arduina en Asti decayó.Al mismo tiempo de la investidura episcopal directamente por parte del emperador.  Tanto el obispo Oberto, como más tarde Pietro y sus sucesores, volvieron a ocupar el doble cargo, público y religioso, que había sido abandonado durante el episcopado de Alrico.  Así, los vínculos imperiales entre la Iglesia de Asti y el emperador se fortalecieron, llegando hasta la Condesa Adelaida de Susa.

### Conflictos con la condesa Adelaida
Nacida en Turín del Arduino Ulrico Manfredo, sobrina de Arduin Glaber y Marqués de Turín, y de la condesa Berta Obertagna, hija de Oberto II, Adelaida de Susa tenía un único hermano, que falleció antes que su padre en 1034, y dos hermanas, Immilla (o Irmgard o Immula), casada con nobles alemanes en ambos matrimonios, y Berta, esposa del teutón de Monferrato y madre de Bonifacio del Vasto.

Interesada protectora de la Iglesia, intentó por la fuerza tomar el poder de la ciudad de Asti, imponiendo al obispo proimperial Ingone, pero el pueblo de Asti rechazó la imposición y en su lugar eligió un obispo con el apoyo de su padre Alejandro II.

A pesar de la oposición papal, la condesa sitió la ciudad y en 1070 la puso "a fuego y espada".
Con la imposición de Ingone, Adelaida ocupó y acreditó muchas propiedades del comité Astense.  En 1080 Ingone fue sucedido por Otón III, un partidario de Clemente III, muchos historiadores lo consideraban hijo de Adelaida, pero en realidad, el nuevo obispo, era un oponente de la condesa, a la que pudo enfrentarse válidamente apoyado por el emperador Enrique IV. En este período las noticias son muy escasas.  El historiador Renato Bordone, plantea la hipótesis de que Otón intentó oponerse a la política expansionista de la condesa, intentando salvaguardar los intereses de la Iglesia.
En 1089 se llegó a una tregua en la que el obispo, cediendo sus territorios más lejanos, recuperaba los vecinos, en una política de fortalecimiento de la ciudad, pero hacia 1090, el obispo con un golpe de mano, atacó y conquistó el Castillo de Annone, un bastión arduiano en la zona de Asti. Esto precipitó la débil tregua y en 1091, la condesa volvió a quemar Asti y se apoderó de ella, pero ese mismo año murió sin dejar sucesores directos.

### El obispo y el nacimiento de la república

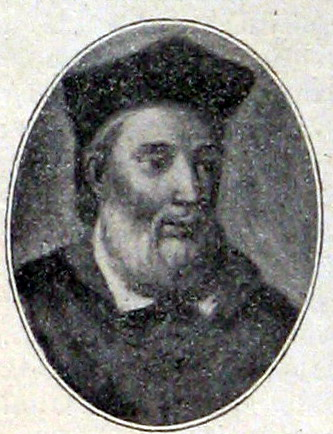
Otón III en un retrato conservado en el seminario di Asti

El obispo Otón, en este punto, se convirtió en el principal beneficiario de la muerte de Adelaida.  Beneficiándose de los desacuerdos entre los descendientes de Adelaida, obtuvo el reconocimiento formal de su poder de Enrique IV.  Tenía control sobre el comercio de la ciudad y amplias facultades jurisdiccionales, así como la propiedad de la tierra en los territorios que rodeaban la ciudad.
El tribunal condal del obispo hacía uso de tres vasallos:
- el vizconde, título generalmente hereditario con deberes de vicario del conde
- el signifer o confalonerius, coordinador principalmente desde el punto de vista militar, de los obispos vasallos urbanos y del districtus de la ciudad
- el visdominio, con una función puramente administrativa en la administración territorial del campo.

Sin embargo, el obispo, que durante la lucha contra la condesa Adelaida, fue seguramente apoyado por los cives de la ciudad , debe haber llegado a un acuerdo para la autonomía del gobierno de la ciudad.  Y de hecho, en 1095, diez cónsules recibieron el beneficio del Castello di Annone, hasta entonces propiedad del obispo, para sancionar el nacimiento de la república de Asti.